# تیخوین
شهر تیخوین (به روسی: Тихвин) در کشور روسیه و در اوبلاست لنینگراد واقع شده‌است.